# Wolf Jobst Siedler

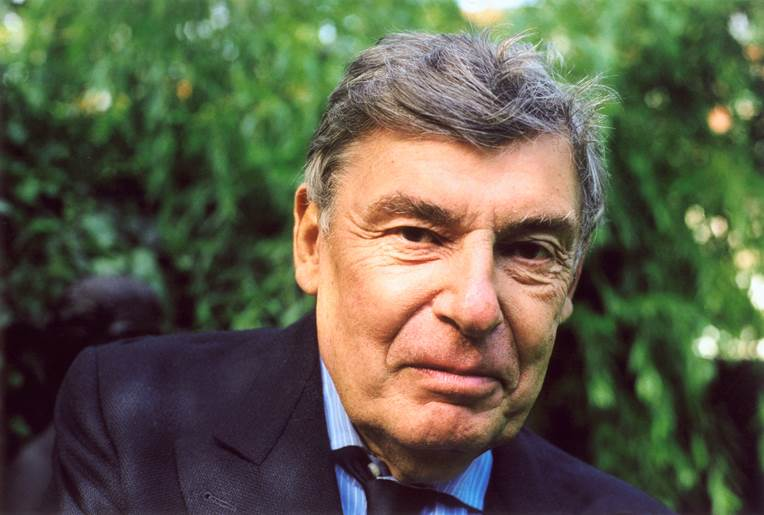
Wolf Jobst Siedler

Wolf Jobst Siedler (* 17. Januar 1926 in Berlin; † 27. November 2013 ebenda) war ein deutscher Verleger und Schriftsteller.

## Leben

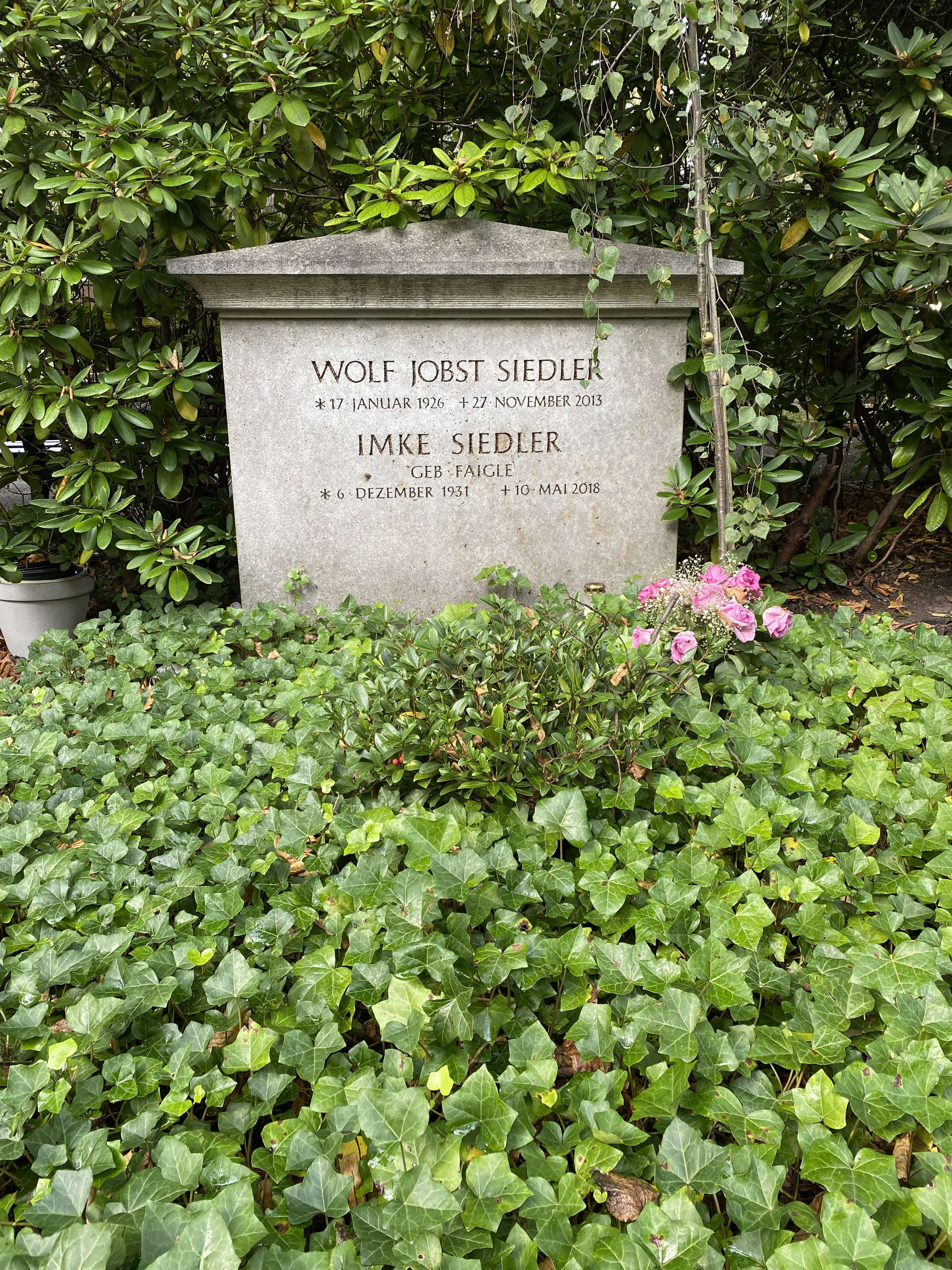
Grabstätte Wolf Jobst Siedlers

Siedler wurde als Sohn des kaiserlichen Diplomaten und späteren Syndikus und Justiziars des Reichsverbandes Papier und Pappe Wolf Siedler und dessen Frau Elisabeth, geb. Wegener, in Berlin geboren. Zu seinen Vorfahren gehören u. a. der Bildhauer Johann Gottfried Schadow und der Musiker Carl Friedrich Zelter. Sein Onkel war der Architekt Eduard Jobst Siedler.
Siedler besuchte die Internate Hermann-Lietz-Schule auf Schloss Ettersburg bei Weimar und ab 1943 die Hermann Lietz-Schule Spiekeroog. Von dort aus wurde er zusammen mit zahlreichen Mitschülern als Flakhelfer auf der benachbarten Insel Wangerooge eingesetzt. Als solcher wurde er zusammen mit Ernst Jünger jr., dem Sohn des gleichnamigen Schriftstellers, wegen Wehrkraftzersetzung verhaftet, von einem Kriegsgericht zu neun Jahren Zuchthaus verurteilt und einem Bewährungsbataillon zugeteilt. Das Kriegsende erlebte er an der Front in Italien, wo Ernst Jünger jr. 1944 fiel und Siedler in britische Kriegsgefangenschaft geriet, aus der er 1947 entlassen wurde. Seit dem 16. September 1949 war er mit Imke Siedler geb. Faigle (1931–2018) verheiratet. Der Ehe entstammen zwei Kinder: Sophie und Wolf Jobst Siedler jun., der ebenfalls Verleger ist.
Nach seinem Studium der Soziologie, Philosophie und Geschichte an der Freien Universität Berlin arbeitete er fast zehn Jahre als Journalist, vor allem für den Tagesspiegel, die Neue Zeitung und Der Monat. Einen Höhepunkt dieser Laufbahn erlebte er mit der Berufung zum Chef des Feuilletons beim Tagesspiegel.
1963 trat Siedler in die Ullstein Verlagsgruppe ein und übernahm die Leitung des Propyläen Verlages. Von 1967 bis 1979 war er Geschäftsführer der Ullstein GmbH für die Verlage Propyläen, Quadriga und Ullstein.
Gemeinsam mit dem Filmproduzenten Jochen Severin gründete Siedler 1980 den Verlag Severin & Siedler, der sich auf politische und historische Literatur konzentrierte. Als Severin 1983 ausschied, wurde der Verlag umstrukturiert, als Siedler Verlag neugegründet und in Partnerschaft mit der Verlagsgruppe Bertelsmann fortgeführt. 1998 ging der Siedler Verlag unter der Leitung von Arnulf Conradi mit dem Berlin Verlag zusammen und wurde anschließend von Bertelsmann übernommen. Bertelsmann behielt Siedler in beratender Funktion im Verlag.
Bis Februar 2005 schrieb Siedler für die Frankfurter Allgemeine Zeitung, die Süddeutsche Zeitung, Die Zeit, Die Welt und die Berliner Morgenpost. Er wohnte seit seiner Kindheit in demselben Haus in Berlin-Dahlem.
Wolf Jobst Siedler starb 2013 im Alter von 87 Jahren in Berlin. Seine Beisetzung auf dem Friedhof Dahlem fand im engsten Familienkreis statt. Für die Traueranzeige wählte die Familie ein Zitat aus einer Tragödie von William Shakespeare.

## Kritik
1967, nach Lektüre von Notizen Albert Speers, schrieb Siedler ihm, er sei begeistert über die „noble Weise“, in der er sich mit der Vergangenheit – „der allgemeinen wie der persönlichen“ – auseinandersetze. Als Siedler Speers Erinnerungen 1969 erfolgreich auf den Markt gebracht hatte, überbrachte dieser ihm als Geschenk eine Originalskizze Hitlers. 1975 versprach Siedler Speer, dessen Spandauer Tagebücher „mit allen Mitteln zu einem der größten Bucherfolge der Nachkriegszeit“ zu machen.
1982 wurde bekannt, dass viele der Angaben in Speers Erinnerungen und Spandauer Tagebüchern, die unter Siedler als Lektor und Verleger veröffentlicht worden waren, durch Beschönigungen, Auslassungen und regelrechte Erfindungen eine Geschichtsklitterung darstellten. Siedler wurde wegen tendenziöser Einflussnahme auf die autobiografischen Angaben Speers kritisiert. Er sei mit Speer eine „ungewöhnliche publizistische Komplizenschaft“ eingegangen. In einer am 28. April 2017 eröffneten Ausstellung im Dokumentationszentrum Reichsparteitagsgelände der Stadt Nürnberg wurde Siedler und Joachim Fest vorgeworfen, sie seien Speers „willige Helfer [gewesen], die die Legende vom Naziminister, der nichts wusste, eifrig [befördert]“ hätten. Siedler habe zusammen mit Fest „unreflektiert und unkritisch bis zur völligen Ignoranz“ einen Bestsellerautor aus Speer gemacht. Vier Jahre nach Siedlers Tod korrigierte dessen früherer Verlag die damalige Darstellung Speers.

## Würdigungen
Siedler nahm bereits 1964 in dem Buch Die gemordete Stadt klar Stellung gegen den Abriss von Gründerzeithäusern und die Fällung alter Bäume; aus diesem Grund wurde er fallweise als „Großvater der Grünen“ bezeichnet. Spiegel online würdigte Siedler in seinem Nachruf als „großer Bürgerlicher und Konservativer von einer Art, wie es sie selbst in der alten Bundesrepublik kaum gab“.
Hermann Rudolph wies im Der Tagesspiegel vor allem auf die tiefe Verbindung zwischen Siedlers publizistischem Schaffen und seiner Heimatstadt hin: „Berlin hat seit den frühen Nachkriegsjahren in ihm einen Begleiter, Deuter und Mitbeweger gehabt, der seinesgleichen sucht“. Mit dem Tod von Wolf Jobst Siedler schließe eine Epoche ab.
Arnulf Baring betrachtete Siedler in der Welt vor allem als eine „große schriftstellerische Begabung“, in dessen Werk die „einzigartige Mischung aus stilistischer Brillanz, weitgespannten Kenntnissen und jenem elegischen Grundton der Trauer über das Versinken des alten Europa, des früheren Deutschland, der einstigen Reichshauptstadt“ spürbar sei.
Siedler war Mitglied des PEN-Zentrums Deutschland.
Egon Bahr würdigte in der Jungen Freiheit Siedlers Bescheidenheit:
„Er wollte sich nicht einengen lassen durch politische Gremien, die Weisungsbefugnis eines Vorgesetzten oder den Druck von Wahlen. Er kannte die Quelle seiner Stärke: die Unabhängigkeit seines Denkens. Sie verlangte auch den selbst erkannten Verzicht auf Handeln, eine Achtung gebietende Bescheidenheit.“

## Auszeichnungen
- Karl-Friedrich-Schinkel-Ring (1984)
- Ernst-Robert-Curtius-Preis für Essayistik (1987)
- Bundesverdienstkreuz I. Klasse (1987)
- Großes Bundesverdienstkreuz mit Stern (1995)
- Ernst-Reuter-Plakette des Landes Berlin (1995)
- Ehrenpromotion an der Freien Universität Berlin (1996)
- Ehrenpreis der Deutschen Bank Bauspar AG  (1996)
- Corine-Buchpreis (2001)
- Deutscher Nationalpreis der Deutschen Nationalstiftung (2002)
- Gerhard-Löwenthal-Ehrenpreis der Förderstiftung Konservative Bildung und Forschung (2007)

## Werke
- Die gemordete Stadt: Abgesang auf Putte und Straße, Platz und Baum. Herbig, München 1964  mit Elisabeth Niggemeyer (Fotos) und Gina Angress (Dokumentation)
- Weder Maas noch Memel: Ansichten vom beschädigten Deutschland. Deutsche Verlags-Anstalt, München 1982, ISBN 3-421-06116-5.
- Die gemordete Stadt: Abgesang auf Putte und Straße, Platz und Baum. Siedler, Berlin 1993 [Neuauflage], ISBN 3-88680-513-1.
- mit Gina Angress und Elisabeth Niggemeyer: Verordnete Gemütlichkeit: Abgesang auf Spielstraße, Verkehrsberuhigung und Stadtbildpflege. Severin, Berlin 1985, ISBN 3-88679-125-4.
- Auf der Pfaueninsel: Spaziergänge in Preußens Arkadien. Siedler, Berlin 1986, ISBN 3-88680-236-1.
- Wanderungen zwischen Oder und Nirgendwo: Das Land der Vorfahren mit der Seele suchend. Siedler, Berlin 1988, ISBN 3-88680-303-1.
- Stadtgedanken. Goldmann, München 1990, ISBN 3-442-12801-3.
- Abschied von Preußen. Wolf Jobst Siedler Verlag, Berlin 1991. (zuletzt Orbis Verlag, München 2000, ISBN 3-572-01174-4)
- Der Verlust des alten Europa: Ansichten zur Geschichte und Gegenwart. DVA, Stuttgart 1996, ISBN 3-421-05047-3.
- Dem Geist der Zeit genügen ohne dem Zeitgeist zu erliegen. Rede zur Ehrenpromotion. Presse- und Informationsstelle der Freien Universität Berlin, Berlin 1996, ISBN 3-930208-09-1.
- Ein Leben wird besichtigt: In der Welt der Eltern. Siedler, Berlin 2000, ISBN 3-88680-704-5.
- Phoenix im Sand: Glanz und Elend der Hauptstadt. Goldmann, München 2000, ISBN 3-442-75590-5.
- Wir waren noch einmal davongekommen: Erinnerungen. Siedler, München 2004, ISBN 3-88680-790-8, Leseprobe, (PDF-Datei, 23 S.; 173 kB)
- Der lange Abschied vom Bürgertum: Joachim Fest und Wolf Jobst Siedler. wjs-verlag, München 2005, ISBN 3-937989-10-2.
- Wider den Strich gedacht. Siedler, München 2006, ISBN 3-88680-844-0 (Essaysammlung aus fünf Jahrzehnten des publizistischen Wirkens J. W. Siedlers).[18]